# Новеньке (Бєлгородська область)
Новеньке (рос. Новенькое) — село в Івнянському районі Бєлгородської області Російської Федерації.
Населення становить 1720  осіб. Входить до складу муніципального утворення Новенське сільське поселення.

## Історія
Населений пункт розташований у східній частині української суцільної етнічної території — східній Слобожанщині.
Згідно із законом від 20 грудня 2004 року № 159 від 20 грудня 2004 року органом місцевого самоврядування було Новенське сільське поселення.

## Населення
| 2002 | 2010  |
| ---- | ----- |
| 1820 | ↘1720 |